# Liburnia dohertyi
Liburnia dohertyi är en insektsart som först beskrevs av William Lucas Distant 1906.  Liburnia dohertyi ingår i släktet Liburnia och familjen sporrstritar. Inga underarter finns listade i Catalogue of Life.